# J. Stapleton Roy

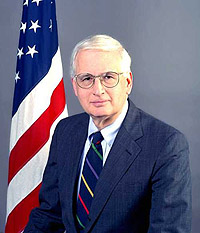
J. Stapleton Roy (1991)

James Stapleton Roy (* 16. Juni 1935 in Nanjing, Republik China) ist ein ehemaliger US-amerikanischer Diplomat, der unter anderem zwischen 1984 und 1986 Botschafter der Vereinigten Staaten in Singapur, von 1991 bis 1995 Botschafter in der Volksrepublik China sowie zwischen 1996 und 1999 Botschafter in Indonesien war. 1996 wurde ihm der Titel Career Ambassador verliehen, der höchste Rang des diplomatischen Dienstes, und er fungierte ferner von 1999 bis 2001 im Außenministerium als Leiter der Unterabteilung Nachrichtendienste und Forschung (Assistant Secretary of State for Intelligence and Research).

## Leben
James Stapleton Roy begann nach dem Besuch der Mount Hermon School ein Geschichtsstudium an der Princeton University, welches er 1956 mit einem Bachelor of Arts (BA History) beendete. Er trat der akademischen Ehrengesellschaft Phi Beta Kappa bei. Er trat als Foreign Service Officer in den diplomatischen Dienst des Außenministeriums und fand in den folgenden Jahren zahlreiche Verwendungen im Ministerium sowie an Auslandsvertretungen. Am 27. September 1984 wurde er zum Botschafter der Vereinigten Staaten in Singapur ernannt und übergab dort am 26. Oktober 1984 als Nachfolger von Harry E. T. Thayer seine Akkreditierung. Er verblieb auf diesem Posten bis zum 4. Oktober 1986 und wurde daraufhin von Daryl Arnold abgelöst. Im Anschluss fungierte er zwischen 1986 und 1989 im Außenministerium als stellvertretender Leiter der Unterabteilung Ostasien und Pazifik (Deputy Assistant Secretary for East Asian and Pacific Affairs).
Am 26. März 1989 übernahm er von Melvyn Levitsky den Posten als Exekutivsekretär des Außenministeriums (Executive Secretary of the US Department of State) und war damit bis zu seiner Ablösung durch W. Robert Pearson am 24. Mai 1991 zuständig für die Verbindungs- und Clearingstelle zwischen den Büros des Außenministeriums und den Führungsbüros des Außenministers, der stellvertretenden Außenminister und des Direktors für politische Planung und verwaltete als Leiter des Exekutivsekretariats außerdem die Beziehungen zwischen dem Außenministerium und dem Weißen Haus, dem Nationalen Sicherheitsrat und anderen Behörden auf Kabinettsebene.
Roy wurde am 2. Juli 1991 zum Botschafter in der Volksrepublik China ernannt und überreichte als Nachfolger von James R. Lilley am 20. August 1991 sein Beglaubigungsschreiben. Er hatte dieses Amt bis zum 17. Juni 1995 inne, woraufhin Jim Sasser ihn ablöste. Daraufhin erfolgte am 19. Dezember 1995 seine Ernennung zum Botschafter in Indonesien, wo er am 27. Februar 1996 seine Akkreditierung als Nachfolger von Robert L. Barry übergab. Er bekleidete dieses Amt bis zum 12. August 1999 und wurde daraufhin von Robert S. Gelbard abgelöst. In dieser Zeit wurde ihm am 6. Juni 1996 der Titel Career Ambassador verliehen, der höchste Rang des diplomatischen Dienstes.

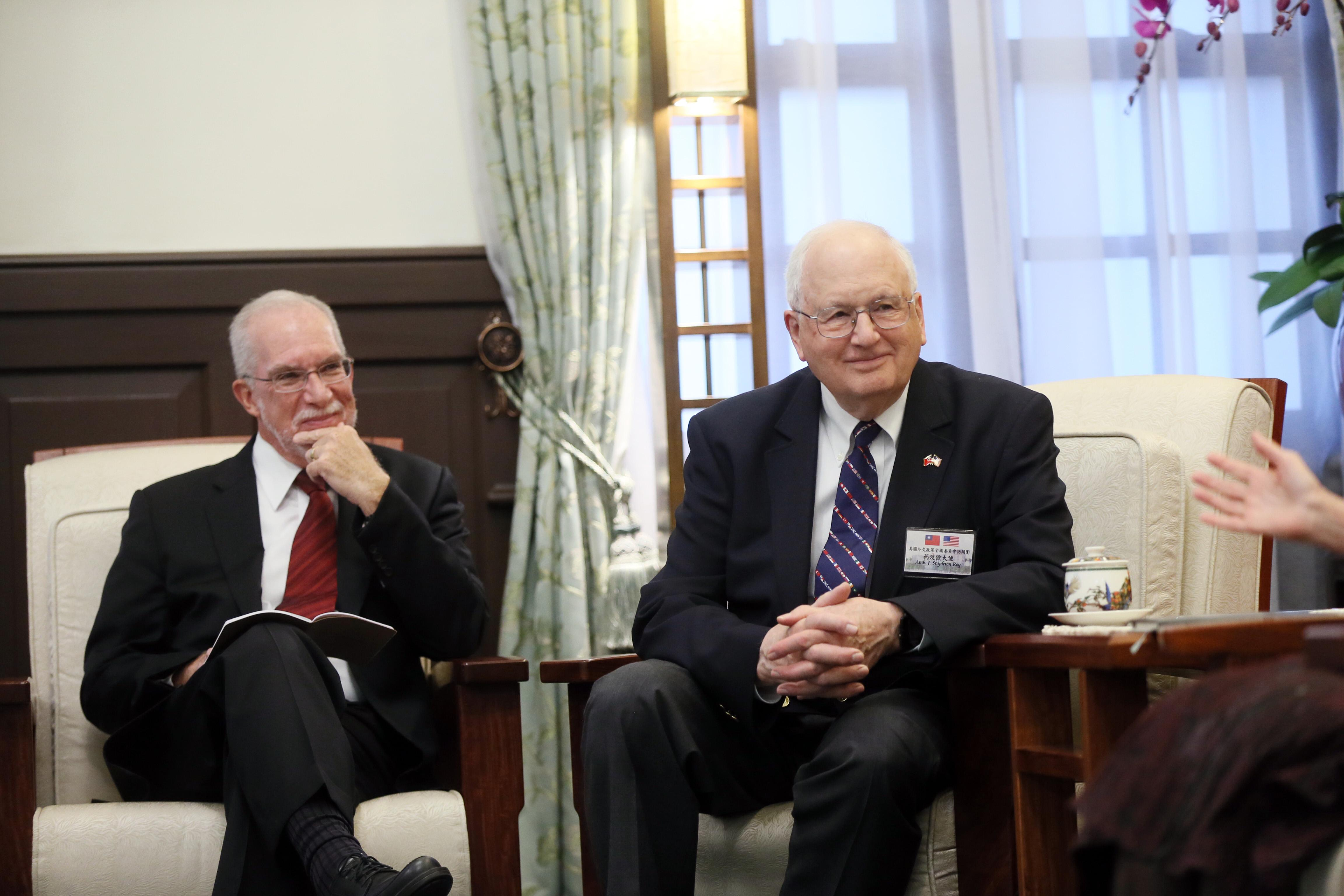
J. Stapleton Roy bei einer Konferenz in Taiwan (2016)

Am 16. November 1999 wurde J. Stapleton Roy im Außenministerium zum Leiter der Unterabteilung Nachrichtendienste und Forschung (Assistant Secretary of State for Intelligence and Research) ernannt und trat dieses Amt als Nachfolger von Phyllis E. Oakley offiziell am 19. November 1999 an. Er hatte diese Position bis zum 13. Januar 2001 inne, woraufhin Carl W. Ford, Jr. seine Nachfolge antrat. Er war zeitweise Vize-Vorstandsvorsitzender des Nationalen Komitees für die Beziehungen zwischen den USA und China (National Committee on US-China Relations), eine 1966 gegründete gemeinnützige Organisation und Beratungseinrichtung zur Förderung des Verständnisses und der Zusammenarbeit zwischen den Vereinigten Staaten und China. Außerdem engagierte er sich zeitweilig für die American Academy of Diplomacy, die Brookings Institution sowie den Council on Foreign Relations.
Nach seinem Ausscheiden aus dem diplomatischen Dienst wurde Roy 2001 geschäftsführender Direktor des geopolitischen Beratungsunternehmens Kissinger Associates sowie Vorstandsmitglied des Bergbauunternehmens Freeport-McMoRan und Trustee der gemeinnützigen internationalen Entwicklungsorganisation The Asia Foundation. Er war ferner zwischen 2001 und 2002 Vorstandsmitglied des Erdölkonzerns Phillips Petroleum Company und wurde 2002 Vorstandsmitglied des daraus hervorgegangenen Petrochemieunternehmens ConocoPhillips.
J. Stapleton Roy ist verheiratet und Vater von drei Kindern.